# NGC 5999
NGC 5999 is een open sterrenhoop in het sterrenbeeld Winkelhaak. Het object werd op 8 mei 1826 ontdekt door de Schotse astronoom James Dunlop.

## Synoniemen
- OCL 946
- ESO 178-SC1